# Best Collection 麻丘めぐみ
『Best Collection 麻丘めぐみ』（ベスト・コレクション あさおかめぐみ）は、麻丘めぐみのベスト・アルバム。発売日は1987年11月1日。発売元はビクター音楽産業。規格品番：VDR-28004。同じ収録曲目のベスト・アルバムは本作品以降も多数発売されているので、それらについてもここで取り扱う。

## 解説
アイドル歌手・麻丘めぐみが1970年代にリリースした全19枚のシングルA面曲から、16曲が選ばれたベスト・コレクションCD。未収録の楽曲は、「卒業」（1976.2.5）、「夜霧の出来事」（1976.9.5）、「銀世界」（1977.1.25）の3タイトル。
本作品と同じ収録曲・同じジャケット写真（異なるものあり）で価格のみが変動したベスト・アルバムが本作以降、複数回発売された（下記「#収録曲」以下参照）。ジャケット写真及び収録曲が見直されたリニューアル・ベスト盤の発売は、2007年の期間限定生産シリーズ『Essential Best 麻丘めぐみ』まで待たれることとなった。2009年に、1970年代の全シングルA面／B面曲が網羅された2枚組ベスト『GOLDEN☆BEST 麻丘めぐみ』が発売された。

## 収録曲

### Best Collection 麻丘めぐみ <1972-1977>（1987年）
- 1987年11月1日発売、規格品番：VDR-28004。

1. 芽ばえ
  - 作詞: 千家和也、作曲: 筒美京平、編曲: 高田弘
  - 第14回日本レコード大賞・最優秀新人賞 受賞。
2. 悲しみよこんにちは
  - 作詞: 千家和也、作曲: 筒美京平、編曲: 高田弘
3. 女の子なんだもん
  - 作詞: 千家和也、作曲・編曲: 筒美京平
4. 森を駈ける恋人たち
  - 作詞: 山上路夫、作曲・編曲: 筒美京平
5. わたしの彼は左きき
  - 作詞: 千家和也、作曲・編曲: 筒美京平
  - オリコン・ヒットチャート第1位、第24回NHK紅白歌合戦 歌唱曲。
  - 第15回日本レコード大賞・大衆賞 受賞。
6. アルプスの少女
  - 作詞: 千家和也、作曲・編曲: 筒美京平
7. ときめき
  - 作詞: 千家和也、作曲・編曲: 筒美京平
8. 白い部屋
  - 作詞: 千家和也、作曲・編曲: 筒美京平
9. 悲しみのシーズン
  - 作詞: 千家和也、作曲: 筒美京平、編曲: あかのたちお
10. 雪の中の二人
  - 作詞: 千家和也、作曲・編曲: 馬飼野康二
11. 水色のページ
  - 作詞: 山上路夫、作曲: 浜圭介、編曲: 馬飼野俊一
12. 恋のあやとり
  - 作詞: 岡田冨美子、作曲: 浜圭介、編曲: 竜崎孝路
13. 美しく燃えながら
  - 作詞: さいとう大三、作曲・編曲: 馬飼野俊一
14. 白い微笑
  - 作詞: さいとう大三、作曲・編曲: 馬飼野俊一
15. 夏八景
  - 作詞: 阿久悠、作曲・編曲: 筒美京平
16. ねえ
  - 作詞: 喜多条忠、作曲・編曲: 川口真

### Best Collection 麻丘めぐみ <1972-1977>（1989年）
- 1989年11月1日発売、規格品番：VDRY-25013。
- 作詞・作曲・編曲は「#Best Collection 麻丘めぐみ <1972-1977>（1987年）」参照。

収録曲
1. 芽ばえ
2. 悲しみよこんにちは
3. 女の子なんだもん
4. 森を駈ける恋人たち
5. わたしの彼は左きき
6. アルプスの少女
7. ときめき
8. 白い部屋
9. 悲しみのシーズン
10. 雪の中の二人
11. 水色のページ
12. 恋のあやとり
13. 美しく燃えながら
14. 白い微笑
15. 夏八景
16. ねえ

### Best Selection 麻丘めぐみ 1972-1977（1990年）
- 1990年11月7日発売、規格品番：VICL-5031。
- 作詞・作曲・編曲は「#Best Collection 麻丘めぐみ <1972-1977>（1987年）」参照。

収録曲
1. 芽ばえ
2. 悲しみよこんにちは
3. 女の子なんだもん
4. 森を駈ける恋人たち
5. わたしの彼は左きき
6. アルプスの少女
7. ときめき
8. 白い部屋
9. 悲しみのシーズン
10. 雪の中の二人
11. 水色のページ
12. 恋のあやとり
13. 美しく燃えながら
14. 白い微笑
15. 夏八景
16. ねえ

### Best Selection 麻丘めぐみ 1972-1977（1991年）
- 1991年11月7日発売、規格品番：VICL-5103。
- 作詞・作曲・編曲は「#Best Collection 麻丘めぐみ <1972-1977>（1987年）」参照。

収録曲
1. 芽ばえ
2. 悲しみよこんにちは
3. 女の子なんだもん
4. 森を駈ける恋人たち
5. わたしの彼は左きき
6. アルプスの少女
7. ときめき
8. 白い部屋
9. 悲しみのシーズン
10. 雪の中の二人
11. 水色のページ
12. 恋のあやとり
13. 美しく燃えながら
14. 白い微笑
15. 夏八景
16. ねえ

### 麻丘めぐみ／全曲集
- 1993年12月1日発売、規格品番：VICL-5235。
- 作詞・作曲・編曲は「#Best Collection 麻丘めぐみ <1972-1977>（1987年）」参照。

収録曲
1. 芽ばえ
2. 悲しみよこんにちは
3. 女の子なんだもん
4. 森を駈ける恋人たち
5. わたしの彼は左きき
6. アルプスの少女
7. ときめき
8. 白い部屋
9. 悲しみのシーズン
10. 雪の中の二人
11. 水色のページ
12. 恋のあやとり
13. 美しく燃えながら
14. 白い微笑
15. 夏八景
16. ねえ

### BEST ONE 麻丘めぐみ
- 1995年10月27日発売、規格品番：VICL-5284。
- 作詞・作曲・編曲は「#Best Collection 麻丘めぐみ <1972-1977>（1987年）」参照。

収録曲
1. 芽ばえ
2. 悲しみよこんにちは
3. 女の子なんだもん
4. 森を駈ける恋人たち
5. わたしの彼は左きき
6. アルプスの少女
7. ときめき
8. 白い部屋
9. 悲しみのシーズン
10. 雪の中の二人
11. 水色のページ
12. 恋のあやとり
13. 美しく燃えながら
14. 白い微笑
15. 夏八景
16. ねえ

### NEW BEST ONE 麻丘めぐみ（1999年）
- 1999年8月4日発売、規格品番：VICL-41058。
- 作詞・作曲・編曲は「#Best Collection 麻丘めぐみ <1972-1977>（1987年）」参照。

収録曲
1. 芽ばえ
2. 悲しみよこんにちは
3. 女の子なんだもん
4. 森を駈ける恋人たち
5. わたしの彼は左きき
6. アルプスの少女
7. ときめき
8. 白い部屋
9. 悲しみのシーズン
10. 雪の中の二人
11. 水色のページ
12. 恋のあやとり
13. 美しく燃えながら
14. 白い微笑
15. 夏八景
16. ねえ

### NEW BEST ONE 麻丘めぐみ（2004年）
- 2004年9月22日発売、規格品番：VICL-41109、廉価価格限定発売。
- 作詞・作曲・編曲は「#Best Collection 麻丘めぐみ <1972-1977>（1987年）」参照。

収録曲
1. 芽ばえ
2. 悲しみよこんにちは
3. 女の子なんだもん
4. 森を駈ける恋人たち
5. わたしの彼は左きき
6. アルプスの少女
7. ときめき
8. 白い部屋
9. 悲しみのシーズン
10. 雪の中の二人
11. 水色のページ
12. 恋のあやとり
13. 美しく燃えながら
14. 白い微笑
15. 夏八景
16. ねえ

### 麻丘めぐみ（2005年）
- 2005年6月30日発売、規格品番：VAL-21、ビクター“GOOD PRICE”シリーズ。
- 「NEW BEST ONE 麻丘めぐみ（1999年）」（VICL-41058）とブックレット等同一内容
- 作詞・作曲・編曲は「#Best Collection 麻丘めぐみ <1972-1977>（1987年）」参照。

収録曲
1. 芽ばえ
2. 悲しみよこんにちは
3. 女の子なんだもん
4. 森を駈ける恋人たち
5. わたしの彼は左きき
6. アルプスの少女
7. ときめき
8. 白い部屋
9. 悲しみのシーズン
10. 雪の中の二人
11. 水色のページ
12. 恋のあやとり
13. 美しく燃えながら
14. 白い微笑
15. 夏八景
16. ねえ

### <COLEZO!> 麻丘めぐみ
- 2005年9月22日発売、規格品番：VICL-41240、<COLEZO!>シリーズ。
- 作詞・作曲・編曲は「#Best Collection 麻丘めぐみ <1972-1977>（1987年）」参照。

収録曲
1. 芽ばえ
2. 悲しみよこんにちは
3. 女の子なんだもん
4. 森を駈ける恋人たち
5. わたしの彼は左きき
6. アルプスの少女
7. ときめき
8. 白い部屋
9. 悲しみのシーズン
10. 雪の中の二人
11. 水色のページ
12. 恋のあやとり
13. 美しく燃えながら
14. 白い微笑
15. 夏八景
16. ねえ

### 麻丘めぐみ（2007年）
- 2007年6月12日発売、規格品番：VAL-21、ビクター“GOOD PRICE”シリーズ。
- 「NEW BEST ONE 麻丘めぐみ（1999年）」（VICL-41058）とブックレット等同一内容
- 作詞・作曲・編曲は「#Best Collection 麻丘めぐみ <1972-1977>（1987年）」参照。

収録曲
1. 芽ばえ
2. 悲しみよこんにちは
3. 女の子なんだもん
4. 森を駈ける恋人たち
5. わたしの彼は左きき
6. アルプスの少女
7. ときめき
8. 白い部屋
9. 悲しみのシーズン
10. 雪の中の二人
11. 水色のページ
12. 恋のあやとり
13. 美しく燃えながら
14. 白い微笑
15. 夏八景
16. ねえ